# Grand Prix Singapuru 2015
Grand Prix Singapuru 2015 (oficiálně 2015 Formula 1 Singapore Airlines Singapore Grand Prix) se jela na trati Marina Bay Street Circuit v Singapuru dne 20. září 2015. Závod byl třináctým v pořadí v sezóně 2015 šampionátu Formule 1.

## Kvalifikace
| Poř.                       | No. | Jezdec           | Konstruktér             | Časy v kvalifikaci | Časy v kvalifikaci | Časy v kvalifikaci | Pořadí na startu |
| Poř.                       | No. | Jezdec           | Konstruktér             | Q1                 | Q2                 | Q3                 | Pořadí na startu |
| -------------------------- | --- | ---------------- | ----------------------- | ------------------ | ------------------ | ------------------ | ---------------- |
| 1                          | 5   | Sebastian Vettel | Ferrari                 | 1:46.017           | 1:44.743           | 1:43.885           | 1                |
| 2                          | 3   | Daniel Ricciardo | Red Bull Racing-Renault | 1:46.166           | 1:45.291           | 1:44.428           | 2                |
| 3                          | 7   | Kimi Räikkönen   | Ferrari                 | 1:46.467           | 1:45.140           | 1:44.667           | 3                |
| 4                          | 26  | Daniil Kvjat     | Red Bull Racing-Renault | 1:45.340           | 1:44.979           | 1:44.745           | 4                |
| 5                          | 44  | Lewis Hamilton   | Mercedes                | 1:45.765           | 1:45.650           | 1:45.300           | 5                |
| 6                          | 6   | Nico Rosberg     | Mercedes                | 1:46.201           | 1:45.653           | 1:45.415           | 6                |
| 7                          | 77  | Valtteri Bottas  | Williams-Mercedes       | 1:46.231           | 1:45.887           | 1:45.676           | 7                |
| 8                          | 33  | Max Verstappen   | Toro Rosso-Renault      | 1:46.483           | 1:45.635           | 1:45.798           | 8                |
| 9                          | 19  | Felipe Massa     | Williams-Mercedes       | 1:46.879           | 1:45.701           | 1:46.077           | 9                |
| 10                         | 8   | Romain Grosjean  | Lotus-Mercedes          | 1:46.860           | 1:45.805           | 1:46.413           | 10               |
| 11                         | 27  | Nico Hülkenberg  | Force India-Mercedes    | 1:46.669           | 1:46.305           |                    | 11               |
| 12                         | 14  | Fernando Alonso  | McLaren-Honda           | 1:46.600           | 1:46.328           |                    | 12               |
| 13                         | 11  | Sergio Pérez     | Force India-Mercedes    | 1:46.576           | 1:46.385           |                    | 13               |
| 14                         | 55  | Carlos Sainz Jr. | Toro Rosso-Renault      | 1:46.465           | 1:46.894           |                    | 14               |
| 15                         | 22  | Jenson Button    | McLaren-Honda           | 1:46.891           | 1:47.019           |                    | 15               |
| 16                         | 12  | Felipe Nasr      | Sauber-Ferrari          | 1:46.965           |                    |                    | 16               |
| 17                         | 9   | Marcus Ericsson  | Sauber-Ferrari          | 1:47.088           |                    |                    | 17               |
| 18                         | 13  | Pastor Maldonado | Lotus-Mercedes          | 1:47.323           |                    |                    | 18               |
| 19                         | 28  | Will Stevens     | MRT-Ferrari             | 1:51.021           |                    |                    | 19               |
| 20                         | 53  | Alexander Rossi  | MRT-Ferrari             | 1:51.523           |                    |                    | 20               |
| 107% času vítěze: 1:52.713 |     |                  |                         |                    |                    |                    |                  |
| Zdroj:                     |     |                  |                         |                    |                    |                    |                  |

Poznámky
1. 1 2  Will Stevens a Alexander Rossi obdrželi trest posunu o 5 míst vzad za neplánovanou výměnu převodovky.

## Závod
| Poř.   | No. | Jezdec           | Konstruktér             | Počet kol | Čas/Odstoupení   | Pořadí na startu | Body |
| ------ | --- | ---------------- | ----------------------- | --------- | ---------------- | ---------------- | ---- |
| 1      | 5   | Sebastian Vettel | Ferrari                 | 61        | 2:01:22.118      | 1                | 25   |
| 2      | 3   | Daniel Ricciardo | Red Bull Racing-Renault | 61        | +1.478           | 2                | 18   |
| 3      | 7   | Kimi Räikkönen   | Ferrari                 | 61        | +17.154          | 3                | 15   |
| 4      | 6   | Nico Rosberg     | Mercedes                | 61        | +24.720          | 6                | 12   |
| 5      | 77  | Valtteri Bottas  | Williams-Mercedes       | 61        | +34.204          | 7                | 10   |
| 6      | 26  | Daniil Kvjat     | Red Bull Racing-Renault | 61        | +35.508          | 4                | 8    |
| 7      | 11  | Sergio Pérez     | Force India-Mercedes    | 61        | +50.836          | 13               | 6    |
| 8      | 33  | Max Verstappen   | Toro Rosso-Renault      | 61        | +51.450          | 8                | 4    |
| 9      | 55  | Carlos Sainz Jr. | Toro Rosso-Renault      | 61        | +52.860          | 14               | 2    |
| 10     | 12  | Felipe Nasr      | Sauber-Ferrari          | 61        | +1:30.045        | 16               | 1    |
| 11     | 9   | Marcus Ericsson  | Sauber-Ferrari          | 61        | +1:37.507        | 17               |      |
| 12     | 13  | Pastor Maldonado | Lotus-Mercedes          | 61        | +1:37.718        | 18               |      |
| 13     | 8   | Romain Grosjean  | Lotus-Mercedes          | 59        | Převodovka       | 10               |      |
| 14     | 53  | Alexander Rossi  | MRT-Ferrari             | 59        | + 2 kola         | 20               |      |
| 15     | 28  | Will Stevens     | MRT-Ferrari             | 59        | + 2 kola         | 19               |      |
| Ret    | 22  | Jenson Button    | McLaren-Honda           | 52        | Převodovka       | 15               |      |
| Ret    | 14  | Fernando Alonso  | McLaren-Honda           | 33        | Převodovka       | 12               |      |
| Ret    | 44  | Lewis Hamilton   | Mercedes                | 32        | Pohonná jednotka | 5                |      |
| Ret    | 19  | Felipe Massa     | Williams-Mercedes       | 30        | Převodovka       | 9                |      |
| Ret    | 27  | Nico Hülkenberg  | Force India-Mercedes    | 12        | Kolize           | 11               |      |
| Zdroj: |     |                  |                         |           |                  |                  |      |

Poznámky
1. ↑  Romain Grosjean odstoupil ze závodu, ale byl klasifikován, protože odjel více než 90 % délky závodu.

## Průběžné pořadí po závodě
- Tučně jsou vyznačeni jezdci a týmy se šancí získat titul v Poháru jezdců nebo konstruktérů.

Pohár jezdců
|   | Pořadí | Jezdec           | Body |
| - | ------ | ---------------- | ---- |
|   | 1      | Lewis Hamilton   | 252  |
|   | 2      | Nico Rosberg     | 211  |
|   | 3      | Sebastian Vettel | 203  |
| 1 | 4      | Kimi Räikkönen   | 107  |
| 1 | 5      | Valtteri Bottas  | 101  |

Pohár konstruktérů
|  | Pořadí | Konstruktér             | Body |
|  | ------ | ----------------------- | ---- |
|  | 1      | Mercedes                | 463  |
|  | 2      | Ferrari                 | 310  |
|  | 3      | Williams-Mercedes       | 198  |
|  | 4      | Red Bull Racing-Renault | 139  |
|  | 5      | Force India-Mercedes    | 69   |